# Alstroemeria glaucandra
Alstroemeria glaucandra es una especie fanerógama, herbácea, perenne y rizomatosa perteneciente a la familia de las alstroemeriáceas. Es endémica de la V Región de Valparaíso en Chile.

## Taxonomía
Alstroemeria glaucandra fue descrita por  Pierfelice Ravenna, y publicado en Onira 4: 41. 2000.
Etimología
Alstroemeria: nombre genérico que fue nombrado en honor del botánico sueco barón Clas Alströmer (Claus von Alstroemer) por su amigo Carlos Linneo.
glaucandra: epíteto